# Macon County (Tennessee)
Macon County ist ein County im Bundesstaat Tennessee der Vereinigten Staaten. Das U.S. Census Bureau hat bei der Volkszählung 2020 eine Einwohnerzahl von 25.216 ermittelt. Der Verwaltungssitz (County Seat) ist Lafayette.

## Geographie
Das County liegt im Norden von Tennessee, grenzt an Kentucky und hat eine Fläche von 796 Quadratkilometern ohne nennenswerte  Wasserfläche. Es grenzt im Uhrzeigersinn an folgende Countys: Allen County (Kentucky), Monroe County (Kentucky), Clay County, Jackson County, Smith County, Trousdale County und Sumner County.

## Geschichte
Macon County wurde am 18. Januar 1842 aus Teilen des Smith County und des Sumner County gebildet. Benannt wurde es nach Nathaniel Macon, einem Offizier im Unabhängigkeitskrieg und späteren Abgeordneten im Repräsentantenhaus der Vereinigten Staaten und US-Senator.

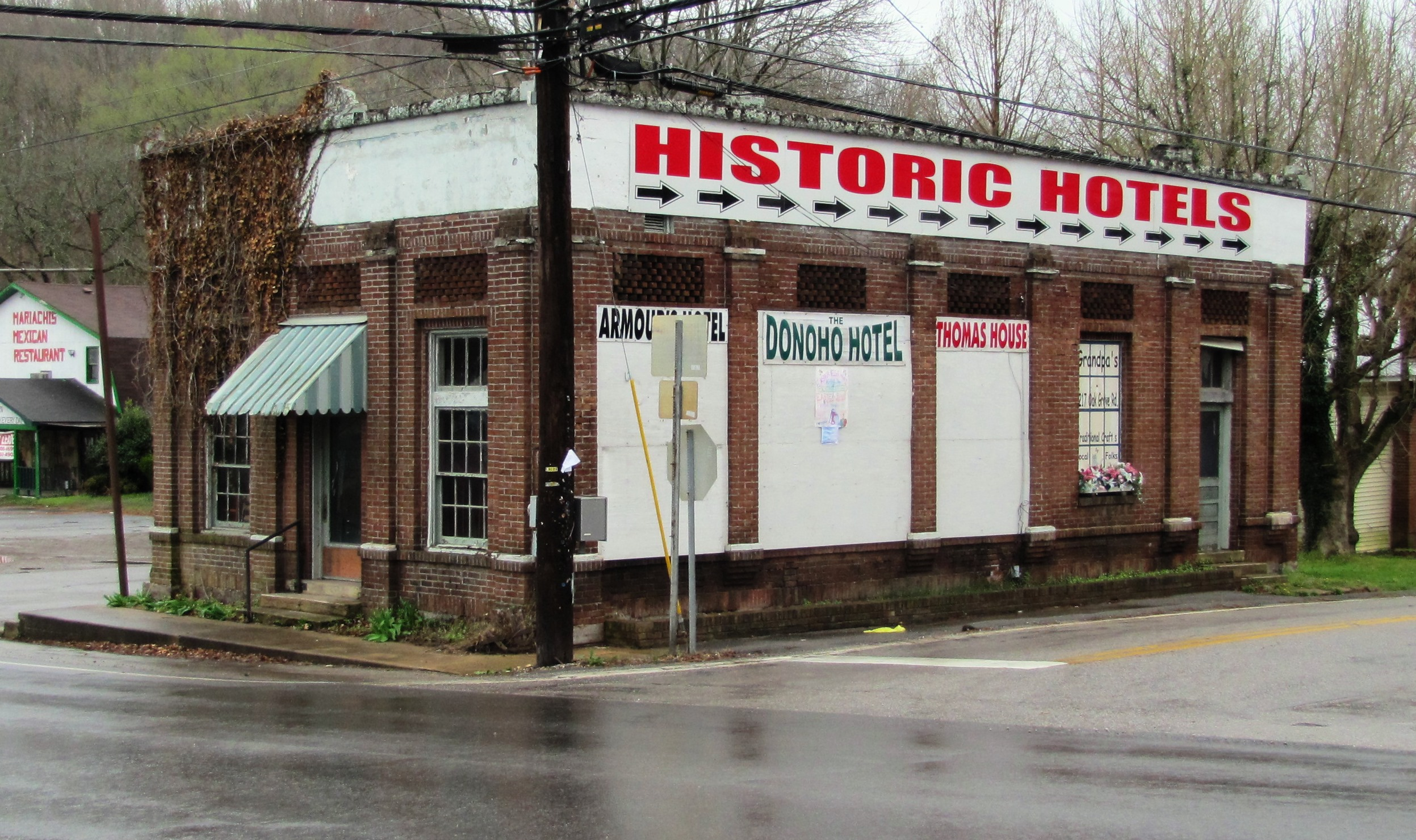
Die Red Boiling Springs Bank ist einer von sieben Einträgen des Countys im NRHP.

Sieben Bauwerke und Stätten des Countys sind im National Register of Historic Places (NRHP) eingetragen (Stand 23. August 2018).

## Demografische Daten

Alterspyramide Macon County

Nach der Volkszählung im Jahr 2000 lebten im Macon County 20.386 Menschen in 7.916 Haushalten und 5.802 Familien. Die Bevölkerungsdichte betrug 26 Einwohner pro Quadratkilometer. Ethnisch betrachtet setzte sich die Bevölkerung zusammen aus 97,86 Prozent Weißen, 0,22 Prozent Afroamerikanern, 0,42 Prozent amerikanischen Ureinwohnern, 0,24 Prozent Asiaten, 0,07 Prozent Bewohnern aus dem pazifischen Inselraum und 0,77 Prozent aus anderen ethnischen Gruppen; 0,44 Prozent stammten von zwei oder mehr Ethnien ab. 1,71 Prozent der Bevölkerung waren spanischer oder lateinamerikanischer Abstammung.
Von den 7.916 Haushalten hatten 35,0 Prozent Kinder und Jugendliche unter 18 Jahre, die bei ihnen lebten. 60,7 Prozent waren verheiratete, zusammenlebende Paare, 8,8 Prozent waren allein erziehende Mütter und 26,7 Prozent waren keine Familien. 23,8 Prozent waren Singlehaushalte und in 10,7 Prozent lebten Personen im Alter von 65 Jahren oder darüber. Die Durchschnittshaushaltsgröße betrug 2,55 und die durchschnittliche Haushaltsgröße betrug 3,00 Personen.
26,1 Prozent der Bevölkerung waren unter 18 Jahre alt, 8,5 Prozent zwischen 18 und 24, 29,4 Prozent zwischen 25 und 44, 23,3 Prozent zwischen 45 und 64 und 12,7 Prozent waren älter als 65. Das Durchschnittsalter betrug 36 Jahre. Auf 100 weibliche Personen kamen statistisch 97,4 männliche Personen und auf 100 Frauen im Alter von 18 Jahren und darüber kamen 95,1 Männer.
Das jährliche Durchschnittseinkommen eines Haushalts betrug 29.867 USD, das Durchschnittseinkommen der Familien betrug 37.577 USD. Männer hatten ein Durchschnittseinkommen von 28.170 USD, Frauen 20.087 USD. Das Prokopfeinkommen betrug 15.286 USD. 11,3 Prozent der Familien und 15,1 Prozent der Einwohner lebten unterhalb der Armutsgrenze.